# Татті (село)
Татті́ (каз. Тәтті) — село у складі Меркенського району Жамбильської області Казахстану. Адміністративний центр Таттинського сільського округу.
Населення — 918 осіб (2021; 1174 у 2009, 1256 у 1999, 1344 у 1989).